# The seven letters from Tibet
The seven letters of Tibet is een studioalbum van Tangerine Dream. De muziek op het album wijkt sterk af van de muziek op de andere albums van deze band, in welke samenstelling dan ook. Achteraf bleek dat een gevolg te zijn van het overlijden van Monika Froese, vrouw van Edgar en moeder van Jerome. Het album is aan haar opgedragen. Het album wordt begeleid door een spirituele tekst. Tegelijkertijd is het album uiterst neutraal door te vermelden, dat het geen ondersteuning is van welk regime of godsdienstige stroming dan ook.

## Musici
- Edgar Froese, Jerome Froese – synthesizers, elektronica

## Muziek
Tijdens het samenstellen van de compact discverpakking ging iets mis. De achterkant van de platenhoes vermeldde de juiste titel,  de binnenkant van de hoes liet de werktitels (hieronder in kleine letters) zien. 
| Nr. | Titel                                                                           | Duur  |
| --- | ------------------------------------------------------------------------------- | ----- |
| 1.  | The red blood connection (The first letter: The red blood connection)           | 4:46  |
| 2.  | The orange breath (The second letter: The orange breath)                        | 6:15  |
| 3.  | The golden heart (The third letter: The sun and the golden heart)               | 5:48  |
| 4.  | The green land (The fourth letter: The green land)                              | 7:28  |
| 5.  | The blue pearl (The fifth letter: The long distance blue)                       | 14:08 |
| 6.  | The indigo clouds (The sixth letter: The indigo clouds)                         | 7:07  |
| 7.  | The purple of all curtains (The seventh letter: The purple of the last curtain) | 3:58  |